# (2059) Baboquivari
(2059) Baboquivari est un astéroïde Amor, découvert à l'observatoire Goethe Link près de Brooklyn, dans l'Indiana.

## Nom
(2059) Baboquivari rend hommage à la tribu amérindienne Tohono O'odham ou Papago, qui a rendu disponible la terre sacrée du pic Baboquivari (Baboquivari Peak Wilderness (en)) pour l'installation d'observatoires astronomiques. En effet, la citation de nommage mentionne :  

« Cet astéroïde de type Amor, retrouvé avec le télescope de 2,3 m de diamètre, de l'observatoire Steward de Kitt Peak en 1976, est nommé en l'honneur de la tribu amérindienne Papago, qui a rendu disponible la terre sur laquelle les observatoires de l'AURA sont basés. Baboquivari (en), est localisé à quelques kilomètres au sud de Kitt Peak, c'est le sommet le plus haut et le plus sacré pour la nation Papago. Il occupe une place importante dans la mythologie Papago en tant que demeure du dieu I'itoi (en). Nom proposé par Frank K. Edmondson (en). »

— Minor Planet Circular 5038